# Liste des automotrices de la SNCF
Ne doit pas être confondu avec Élément automoteur électrique (SNCF).
Cette page liste les automotrices de la Société nationale des chemins de fer français (SNCF).

## Liste des automotrices en service
| Série | Construction | Puissance | Composition |
| Z 100 | 1908-1912    | 220 kW    | M           |
| Z 600 | 1958         | 400 kW    | M           |